# Meister des Heisterbacher Altars
Der Meister des Heisterbacher Altars war ein spätgotischer Tafelmaler, der um 1440/60 in Köln arbeitete.

## Name
Der Name dieses manchmal als Schüler von Stefan Lochner gesehenen Künstlers ist nicht bekannt. Er erhielt seinen Notnamen nach seinem dreiteiligen Altar, den er vor 1448 für das Zisterzienserkloster Heisterbach bei Königswinter geschaffen hat. Nach Auflösung des Klosters 1806 blieben davon zwei gemalte Flügel erhalten; der Verbleib des vermutlich geschnitzten Mittelteils ist nicht bekannt. Die erhaltenen Teile des Heisterbacher Altars zeigen in der Innenseite Szenen aus dem Leben Jesu und Mariens und im geschlossenen Zustand einzelne Heilige. Diese werden heute im Wallraf-Richartz-Museum in Köln und seit Übernahme der Sammlung Boisserée 1827 in den Bayerischen Staatsgemäldesammlungen und mehreren anderen Museen in Deutschland aufbewahrt.

## Kunsthistorische Bedeutung
Der Meister des Altars von Heisterbach wird wegen seiner Interpretation des Weichen Stils nicht zu den führenden Vertretern der Kölner Schule gezählt und steht auch in der Kunstfertigkeit seiner Ausführung anderen Meistern wohl etwas nach; trotzdem können Betrachtung und Analyse seiner Bilder Einblick in die Entwicklung der Malerei im Köln der Zeit vor Stefan Lochner geben. Den Heisterbacher Altar allerdings als mögliches Frühwerk Lochners selbst zu sehen, bleibt sehr umstritten.

## Werke (Auswahl)

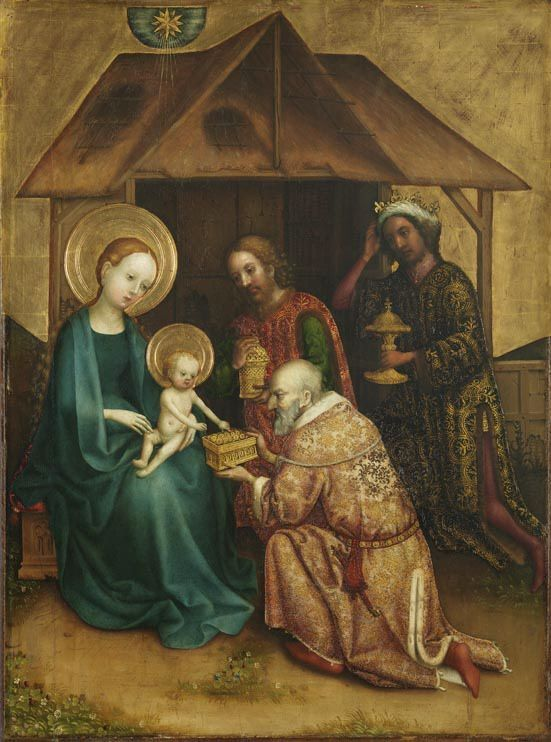
Anbetung der Könige

- Verkündigung (in Verbindung mit Stefan Lochner)Anbetung der KönigeTafeln aus dem Hochaltarretabel des Zisterzienserklosters Heisterbach (um 1440, Eichenholz), eventuell unter Mitarbeit von Stefan Lochner

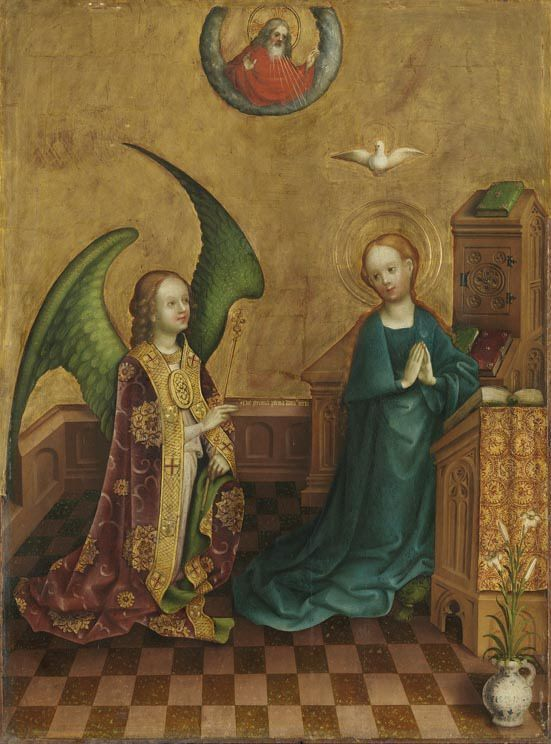
Verkündigung (in Verbindung mit Stefan Lochner)

  - Verkündigung (100,1 × 74,5 cm, Bamberg, Staatsgalerie, Inv. Nr. WAF 589)[6]
  - Heimsuchung Mariens (100 × 74,5 cm, Bamberg, Staatsgalerie, Inv. Nr. WAF 590)[7]
  - Geburt Christi (100 × 74,5 cm, Bamberg, Staatsgalerie, Inv. Nr. WAF 591)[8]
  - Anbetung der Könige (100 × 74,2 cm, Bamberg, Staatsgalerie, Inv. Nr. WAF 592)[9]
  - Christus am Ölberg (99,8 × 73,5 cm, Bamberg, Staatsgalerie, Inv. Nr. WAF 593)[10]
  - Gefangennahme (99,5 × 73,7 cm, Bamberg, Staatsgalerie, Inv. Nr. WAF 597)[11]
  - Christus vor Pilatus (99,5 × 73,7 cm, Bamberg, Staatsgalerie, Inv. Nr. WAF 598)[12]
  - Geißelung und Dornenkrönung (100,5 × 74,5 cm, Köln, Wallraf-Richartz-Museum, Inv. Nr. WRM 72)[13][14]
  - Kreuztragung Christi (99,6 × 73,7 cm, Bamberg, Staatsgalerie, Inv. Nr. WAF 599)[15]
  - Christus am Kreuz zwischen Maria und Johannes (101,5 × 74,2 cm, Köln, Wallraf-Richartz-Museum, Inv. Nr. WRM 863)[16]
  - Grablegung (100,8 × 74,6 cm, Köln, Wallraf-Richartz-Museum, Inv. Nr. WRM 73)[17]
  - Auferstehung (102,2 × 75,5 cm, Köln, Wallraf-Richartz-Museum, Inv. Nr. WRM 762)[18]
  - Christus erscheint den 11 Jüngern (100,2 × 74,6 cm, Bamberg, Staatsgalerie, Inv. Nr. WAF 594)[19]
  - Himmelfahrt Christi (99,6 × 74,1 cm, Bamberg, Staatsgalerie, Inv. Nr. WAF 600)[20]
  - Pfingstwunder (100 × 74,6 cm, Bamberg, Staatsgalerie, Inv. Nr. WAF 595)[21]
  - Tod Mariens (99,7 × 74,7 cm, Bamberg, Staatsgalerie, Inv. Nr. WAF 596)[22]
  - Der hl. Benedikt und die Apostel Philippus, Matthäus und Jakobus d. J. (200,3 × 148,8 cm, Bamberg, Staatsgalerie, Inv. Nr. WAF 587)[23]
  - Die Apostel Bartholomäus, Simon, Matthias und der hl. Bernhard (200,2 × 148,9 cm, Bamberg, Staatsgalerie, Inv. Nr. WAF 588)[24]
  - Schutzmantelursula (182,7 × 122,1 cm, Köln, Wallraf-Richartz-Museum, Inv. Nr. WRM 74)[25]
- Kreuzigungsaltar (um 1430/40, Eichenholz), eventuell unter Mitarbeit von Stefan Lochner
  - Christus am Kreuz, Maria und die Apostel Jakobus d. Ä., Petrus, Johannes Ev. Andreas, Thomas und Bartholomäus (132,8 × 164,4 cm, München, Alte Pinakothek, Inv. Nr. WAF 503)[26]
  - Apostel Simon, Judas Thaddäus und Matthias (134,8 × 76,7 cm, Bamberg, Staatsgalerie, Inv. Nr. WAF 505)[27]
    - Rückseite: Hl. Gereon

  - Apostel Philippus, Matthäus und Jacobus d. J. (134,7 × 77,2 cm, Bamberg, Staatsgalerie, Inv. Nr. WAF 504)[28]
    - Rückseite: Hl. Christophorus
- Zwei Tafeln aus einem Retabel (um 1440/50, Eichenholz)
  - Darbringung im Tempel (77,7 × 42,3 cm, Nürnberg, Germanisches Nationalmuseum, Inv. Nr. Gm 16)[29]
  - Krönung Mariens (77,7 × 42,3 cm, Nürnberg, Germanisches Nationalmuseum, Inv. Nr. Gm 15)[30]

- Kreuzigung mit zwei Simultandarstellungen (um 1450, Eichenholz, 97,9 × 91,4 cm, Privatbesitz)[31]
- Kreuztragung (um 1450, Öl auf leinwandbeklebtem Eichenholz, 78,8 × 41 cm, Privatbesitz)[32]
- Hieronymus im Studierzimmer (um 1440, Eichenholz, 39,4 × 30,5 cm, Raleigh, North Carolina Museum of Art, Inv. Nr. G.52.9.139)[33][34]